# Templo de Lisboa
El Templo de Lisboa, Portugal es uno de los templos construidos y en operaciones de La Iglesia de Jesucristo de los Santos de los Últimos Días, el primero construido en Portugal, ubicado en la costeña parroquia civil de Moscavide e Portela, en el municipio portugués de Lisboa. Anterior a la construcción del templo de Lisboa, los fieles SUD de Portugal viajaban al Templo de Madrid (España) para sus ceremonias.

## Anuncio
Los planes para la construcción del templo de Barranquilla fueron anunciados por Thomas S. Monson durante la conferencia general de la iglesia el 2 de octubre de 2010. El 22 de octubre de 2015, la iglesia anunció que el templo sería construido en el área del Parque das Nações de Lisboa, a lo largo de Avenida Dom João II.

## Construcción
La ceremonia de la primera palada presidida por autoridades locales ocurrió el 5 de diciembre de 2015. Solo líderes locales y unos 200 invitados adicionales asistieron a la ceremonia de la primera palada. La ceremonia de la primera palada, que incluye una oración dedicatoria, fue transmitida en vivo vía satélite a centros de reuniones en Portugal.
Una capilla de reuniones dominicales se asienta a un costado del templo. Adyacente al templo está la Estación de Moscavide del metro de Lisboa.

## Dedicación
El templo SUD de Lisboa fue dedicado para sus actividades eclesiásticas en tres sesiones el 15 de septiembre de 2019, por Neil L. Andersen, miembro del cuórum de los Doce Apóstoles SUD. Entre el 20 de febrero y el 13 de marzo, la iglesia permitió un recorrido público de las instalaciones y del interior del templo, al que asistieron más de 100 000 personas, incluyendo la asistencia del presidente de Portugal Marcelo Rebelo de Sousa. 